# Октябрьский сельский совет (Первомайский район)
Октябрьский сельский совет (укр. Октябрська сільська рада, крымскотат. Yudendorf köy şurası), согласно законодательству Украины — административно-территориальная единица в составе Первомайского района Автономной Республики Крым.
Население сельсовета по переписи 2001 года — 1659 человек.
К 2014 году состоял из 2 сёл:
- Октябрьское
- Каменка

## История
В 1930-х годах был образован Юдендорфский сельский совет в составе еврейского национального Лариндорфского района, и на 1940 год он уже существовал. Указом Президиума от 21 августа 1945 года он был переименован в Октябрьский сельский совет. С 25 июня 1946 года сельсовет в составе Крымской области РСФСР. 26 апреля 1954 года Крымская область была передана из состава РСФСР в состав УССР.
На 15 июня 1960 года в составе совета числились населённые пункты:

| - Абрикосово - Каменка - Красная Равнина | - Октябрьское - Ракушечное |

Указом Президиума Верховного Совета УССР «Об укрупнении сельских районов Крымской области», от 30 декабря 1962 года был упразднён Первомайский район и село присоединили к Красноперекопскому. 8 декабря 1966 года был восстановлен Первомайский район, к 1 января 1968 года Ракушечное было упразднено, Абрикосово передано в Островский сельсовет, в совет добавились Братское, Гвардейское и Еленовка. К 1 января 1977 года был восстановлен Гвардейский сельсовет, после 1 июня 1977 года упразднена Красная Равнина.
С 12 февраля 1991 года сельсовет в восстановленной Крымской АССР, 26 февраля 1992 года переименованной в Автономную Республику Крым. По Всеукраинской переписи 2001 года население совета составило 1659 человек. С 21 марта 2014 года в составе Крыма аннексирован Россией. Законом «Об установлении границ муниципальных образований и статусе муниципальных образований в Республике Крым» от 4 июня 2014 года территория административной единицы была объявлена муниципальным образованием со статусом сельского поселения.